# Лісова пісня (опера)
«Лісова́ пі́сня» — лірична опера-казка на три дії та п'ять картин Віталія Кирейка на власне лібрето за однойменною драмою Лесі Українки 1912 року. Прем'єра опери відбулася у Львові 27 травня 1958 року.

## Походження, історія та характеристика опери
За словами композитора, творчість Лесі Українки приваблювала його з дитинства, а найбільше — «Лісову пісню». Над своєю першою оперою він працював у 1955—1957 роках. Лібрето написав сам; драматургічна структура збереглася, але з численними скороченнями. В сольних піснях та діалогах (аріях та речитативах) здебільшого зберігався текст Лесі Українки, а для ансамблів композитор складав власний текст. Також композитор використовував мелодії, представлені самою Лесею Українкою у драмі.
Незабаром після створення «Лісова пісня» була поставлена у Львівській опері; постановка мала великий успіх. Вже в наступному сезоні «Лісову пісню» ставили в Оперній студії Київської консерваторії, де викладав Кирейко. Ця постановка також мала успіх, і уривки з неї записувались на радіо в 1961 і 1964 роках. Однак у 1966 році обидві постановки були вилучені з репертуару і були відновлені лише в 1998 році Оперною студією НМАУ.
Після часів сталінізму «Лісова пісня» стала українською оперою, що повністю ігнорувала «поточні теми» комуністичного режиму. Опера має позачасову морально-етичну тему: сенс людського життя. Фантастичне у сюжеті переплітається з реальним. Міфічні істоти є одночасно символами природи, а опера описує стосунки між природою і людиною: гармонія та взаєморозуміння з природою представлені фігурою дядька Лева, який розуміє лісових духів, і вони розуміють його, тоді як мати та дружина Луки представляють холодні хижацькі стосунки з природою. Крім того, однак, міфічні істоти зображують власну, пригнічену духовну природу людини, про яку люди не знають і яка проявляється лише мистецтвом — звуком сопілки Лукаша. Філософською основою опери (як і оригінальної драми) є очевидний пантеїзм, герої з протилежних світів потрапляють у символічний світ вищої мудрості, пізнаючи протилежну сторону.
Музика «Лісової пісні» романтична і використовує — крім глибоко фольклорних мелодій і танців — як зразок, головним чином, романтичну оперу 19 століття (Глінка, Даргомижський, Римський-Корсаков, Лисенко). Народна мелодія характеризує головним чином персонажів-людей, фантастичні істоти характеризуються особливим тембром, хроматизмами та інструментальною мелодією. За словами Сігрід Ніф, «Кирейку вдалося не ілюструвати свою феєрію, а музично розповісти його. Він створює барвистий образ лісу, уособлюючи лісових істот сольними інструментальними пасажами. Люди — Лукаш, його мати Килина — різняться між собою здатністю брати участь у цій лісовій симфонії.» Валентина Антонюк звертає увагу на близькість інтонації не лише до народних пісень, а й до розмовної мови, що дає простір для характеристики персонажів та робить інтерпретацію доступною і для молодих співаків. На її думку «Лісова пісня» Кірейка є «класичною перлиною світової культурної спадщини», і «навіть якби він не написав жодної ноти, ця робота сама зробила б ім'я композитора вічним».
Кирейко до Лесі Українки повертався кілька разів: за її мотивами згодом писав балет «Оргія» і оперу «Бояриня».
Драма «Лісова пісня» Лесні Українки також стала основою однойменного балету композитора М. Скорульського (1887—1950) та, в 1961 році, балету Г. Жуковського (1913—1976). Крім того, «Лісова пісня» двічі була екранізована (1961, 1980).
| Персонаж                                    | Голос         | Прем'єра (27 травня 1958 р.) |
| ------------------------------------------- | ------------- | ---------------------------- |
| Мавка, лісова істота                        | сопрано       | Ніна Шевченко                |
| Лукаш, сільський хлопець                    | тенор         | В'ячеслав Кобжицький         |
| Мати Лукаша                                 | меццо-сопрано | …                            |
| Дядько Лев                                  | бас           | Павло Дума                   |
| Килина, молода вдова, згодом дружина Лукаша | альт          | Зоя Головко                  |
| Перелесник                                  | баритон       | …                            |
| Русалка                                     | меццо-сопрано | …                            |
| Лісовик                                     | бас           | А. Горобець                  |
| Марище                                      | бас           | …                            |
| Лісові істоти (хор та балет)                |               |                              |
| Диригент:                                   | Диригент:     | Ярослав Антонович Воскак     |
| Режисер:                                    | Режисер:      | Борис Хомич Тягно            |
| Сценографія:                                | Сценографія:  | Федір Федорович Нірод        |

## Сюжет опери
Це відбувається в давнину на Волині

### Дія 1
(Весна) Ліс, темний, таємничий, повний неповторної краси. Рання весна. Здалеку доречний тихий звук вулкана, який грає селянин Лукаш. Мавка та Лісовик виходять на луг. Мавка слухає радісно, але Лісовик радить їй триматися подалі від людей. Побачивши Луку, вони ховаються.
Люк хоче вирізати з берези сопілку, але Мавка зупиняє його: Не турбуй, не турбуй, не рубай, не вбивай. Вона розповідає Лукашу про своє життя в лісі, про своїх друзів — дерева, квіти, про русалок.
Мавка благає Луку зіграти її ще раз і слухає мелодію сопілки. Серце юнака осідає від невідомого почуття. Але він повинен піти, бо його кличе дядько.
З'являється Перелесник і хоче взяти Мавку з собою в сірі гори: там сестри-русалки танцюють хори, там він, Перелесник, готує для Мавки лісову корону. Мавка сміється і тікає.
Лукаш і дядько Лев повертаються. Хлопець розповідає дівчині про лісову русалку і запитує, чи варто її боятися чи ні. Дядько Лев відповідає, що не потрібно боятися лісів чи його мешканців: у них немає душі, але добре серце.
Приходить ніч і в лісі, де чути таємничі голоси, де все виграє під місячним сяйвом, Лукаш і Мавка знову зустрічаються. На них зійшло кохання. Вони не помічають злої Русалки, вона наказує лісовим істотам завести Лукаша в болото. Але Мавка рятує Лукаша.
Ліс наповнюється голосами, небо знову оживає.

### Дія 2
(Літо) (1-й картина) Пізнього літа, той самий ліс на Волині, але там уже є котедж, де живуть Лукаш, його мати та дядько Лев. Мавка теж тут. Вона слухає п'єсу Лукаша, але мати дуже незадоволена, і, за її словами, в усьому винна лісова русалка. Її син ледачий і замість роботи просто грає на сопілці. Така наречена їй не підходить. Чарівна вдова Килина живе в селі — така дружина Лукашеві була б потрібна. Лукаш пояснює Мавці, що її матері потрібна допомога по господарству і тому Мавка їй не підходить. Приходить Килина, щоб догодити матері Лукаша, вдова спритно береться за роботу. Лукаш їй допомагає, а Мавка тікає до лісу.
(2-а картина) Русалки та лісові істоти зустрічаються на лісовій галявині, прибуває Перелесник. Приходить похмура Мавка. Вона відчуває докори сумління за зраду лісовим звичаям, коли закохалася в чоловіка. Щоб підняти настрій дівчині, Лісовик розпочинає фестиваль лісу, а Мавка має стати його імператрицею. Фея намагається бути веселою, але сили залишають її.
Раптом з'являється «Той, хто сидить у скелі», страшне Марище, і тягне Мавку з собою у далекий край, у царство смерті. Мавка захищається: ні, вона не померла, вона буде жити вічно, як і її серце живе безсмертним почуттям. Вона вірить, що Лукаш повернеться до неї. Він уже чує кроки, це він!
Так, це Лукаш, але не один; він їде з Килиною, а завтра вони одружуються. Мавка впадає у відчай, благаючи Марище дати їй забуття та мир смерті.

### Дія 3
(Осінь) Пройшло літо, настала пізня осінь. Дядька Лева вже немає в живих. У Лукаша та Килини теж не все добре. Килина засмучена чоловіком та свекрухою, її життєрадісність та наполеглива праця залишили її. Лукаш тепер блукає лісом, як дикі звірі.
Тим часом Мавка звільнилася від уряду Марище. Він також любить Лукаша і хоче його врятувати. Килина, знову посперечавшись зі свекрухою, виходить з хати і бачить Мавку. Її охоплює каяття, але вона проклинає лісову дівчину, і вона перетворюється на суху плачучу вербу.
Бідний Лукаш виходить з лісу. Мати скаржиться на невістку, а Лукаш відповідає їй: хто в цьому винен, ти сам її хотів. Син Килини вибігає з котеджу; він зробив із верби сопілку і благає Лукаша зіграти на ній. Лукаш прикладає сопілку до губ, і вона починає співати голосом Мавки.
Килина наказує чоловікові зрубати вербу, але рука Лукаша опускається. Тоді Килина бере сокиру і готується зрубати вербу. Раптом на вогняному вітрі приїжджає Перелесник: і верба і хату охоплює полум'я. Мати і Килина збирають дітей і їдуть до села. Лукаш залишається на місці.
(Зима) Холодно, білий килим покриває згарище. Лукаш, збожеволівший, бродить навколо нього. Він намагається знайти шлях до свого щастя. Він бачить тінь Мавки і чує її бажання зіграти на сопілці. Лукаш грає і все змінюється: знову весна, співають птахи, Мавка раптом з'являється у колишній красі з прекрасним вінком. Лукаш звивається до неї з відчуттям щастя. Вітер захоплює білі квіти з дерев, які перетворюються на сніг. Він накриває Лукаша, який сидить із сопілкою, спершись на березу. Його очі закриті, а на обличчі грає щаслива посмішка.

### Зовнішні посилання
- Сцена Лісовики та Мавки з Акту 1, співають Діана Петриненко та Олег Суслов, оркестр оперної студії Київської державної консерваторії ім. П. І. Чайковського під керівництвом Якова Карасика, 1961, художній фонд Українського радіо
- Заключний 2-й акт, співає (Мавка) Діана Петриненко, (Килина) Лариса Остапенко та (Лукаш) Михайло Раков, оркестр оперної студії Київської державної консерваторії ім. П. І. Чайковського під керівництвом Якова Карасика, 1964, художній фонд Українського радіо
- Дует Мавки та Лукаша з 3-го акту [недоступне посилання], співають Діана Петриненко та Михайло Раков, оркестр оперної студії Київської державної консерваторії ім. П. І. Чайковського під керівництвом Якова Карасика, 1964, художній фонд Українського радіо
- Радіомонтаж опери з супровідним словом Ади Роговцевої (Український рохлас, 1964)
  - Акт 1
  - Акт 2 [недоступне посилання]
  - Акт 3 [недоступне посилання]